# Fugging
Fugging (pronuncia tedesca [fʊgɪŋ]), fino al 2020 Fucking, è una frazione del comune austriaco di Tarsdorf, nella regione occidentale dell'Alta Austria chiamata Innviertel. È situata a 32 chilometri da Salisburgo e a 4,5 km dalla linea di confine con la Germania. Le dimensioni della frazione sono limitate: infatti nel 2005 i suoi abitanti erano 104, distribuiti in 32 case.
Ad oggi a Fugging vengono contati 573 abitanti distribuiti su un territorio di appena 6km quadrati, distribuiti ad oggi in 44 case (incluse anche 2 in costruzione).

## Nome

### Origine del nome
Il nome del villaggio deriva da quello di un tal Focko, vissuto intorno al VI secolo, mentre la cittadina sarebbe sorta nel 1070, quindi il nome vorrebbe semplicemente indicare "il luogo di Focko". Negli anni la scrittura del nome della località ha subito un'evoluzione, infatti era scritto Vucchingen nel 1070, Fukching nel 1303, Fugkhing nel 1532 e Fucking solo nel diciottesimo secolo, pronunciato con la vocale quasi posteriore quasi chiusa arrotondata presente nell'inglese book.

### Il cambio di nome
La sua notorietà deriva dal suo stesso toponimo, che corrisponde esattamente al gerundio del verbo inglese to fuck. Accessoriamente, il termine in inglese è usato anche come attributo dispregiativo e volgare. Per questa singolare coincidenza, il paese di Fucking è divenuto addirittura meta di specifico turismo, particolarmente da visitatori di madrelingua inglese, che ambiscono a farsi ritrarre fotograficamente a fianco al cartello o ad altri segni che consentano di poter giocare allusivamente con il collegato doppio senso.
Nel 2017 il programma televisivo inglese The Grand Tour incluse Fucking come tappa di un suggestivo itinerario che partendo dalla montagna tedesca Wank, procedeva per Kissing, Petting, Fucking e infine Wedding.
Su internet ha raggiunto accessoria notorietà l'immagine che raffigura il cartello stradale "Fucking" corredato di un avviso (peraltro assai comune sulle strade austriache) destinato agli automobilisti e che recita "Bitte — nicht so schnell!" ("Per favore - non così velocemente") con tanto di disegno di due bambini, e dunque supplemento di equivocità.

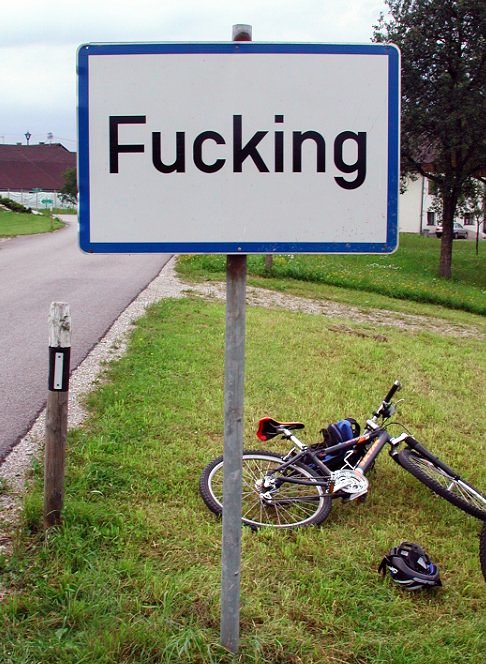
Il cartello stradale più rubato d'Austria.

I cartelli erano oggetto di molti furti, al punto che nell'agosto del 2005 si è dovuto fissarli a piattaforme di cemento per scoraggiare la sempre più diffusa pratica.
Nel 2004 si tenne un referendum per valutare se cambiare nome alla cittadina, ma la proposta fu bocciata.
Nell'aprile del 2012 è affermato che era stata fatta una nuova richiesta per cambiare nome al paese, ma il sindaco ha negato tale affermazione, che probabilmente era solo uno scherzo mediatico e che il paese non cambierà nome, poiché il nome non è scurrile visto che il paese si trova in Austria e non in un paese anglofono.
Il 17 novembre 2020 il consiglio comunale di Tarsdorf presieduto dalla sindaca Andrea Holzner ha deliberato il cambiamento di nome in Fugging a decorrere dal 1 gennaio 2021. Da allora sono stati diversi i tentativi da parte di buontemponi di correggere con lo spray sui cartelli di località le lettere gg con ck.

## Riferimenti nella cultura di massa

### Letteratura
Il poeta radicale inglese Heathcote Williams scrisse una poesia intitolata A Town called Fucking, dedicata a questa frazione.